# Лафоллет, Роберт
Ро́берт Марио́н Лафолетт-старший (англ. Robert Marion La Follette, Sr.; 14 июня 1855, Примроуз, Висконсин — 18 июня 1925, Вашингтон, округ Колумбия) — американский политический деятель, кандидат на пост президента США в 1924 году от Прогрессивной партии.

## Биография
Был младшим из пяти детей в семье висконсинских фермеров, по отцовской линии происходил из французских гугенотов, по материнской — из шотландцев. Окончив в 1879 году Университет Висконсина, занялся юридической практикой и в 1880 году был избран окружным прокурором.

### Быстрый политический взлёт
В течение своей политической деятельности был членом Конгресса США от Висконсина (1884—1891), губернатором штата (1901—1906), сенатором от Висконсина (1906—1925).
Потеряв место в Конгрессе по итогу сокрушительной общенациональной победы Демократической партии на выборах 1890 года, дважды пытался и с третьего раза был избран губернатором Висконсина с программой внушительных реформ. На посту добился прогресса в регулировании железнодорожных перевозок: создания постоянной комиссии, контролировавшей качество предоставляемых железнодорожными компаниями услуг и установление тарифов, и повышения налогообложения на них.

### Прогрессивный республиканец
Роберт Лафоллет критиковал всё более консервативную политику среди республиканцев и пытался создать прогрессивное крыло в Республиканской партии Висконсина ещё в 1900-х годах. Однако в 1912 году лидерство среди прогрессистов перехватил бывший президент-республиканец Теодор Рузвельт, отколовшийся от Республиканской партии. Став в 1906 году сенатором, во время администрации Теодора Рузвельта и его преемника Уильяма Говарда Тафта был одним из важнейших прогрессивных голосов в Конгрессе, содействовал принятию антитрестовского закона Манна-Элкинса в 1910 году.
В 1911 году выступил соучредителем и автором «Декларации принципов» Национальной прогрессивной республиканской лиги, выступавшей с антимонополистической программой ликвидации экономической и политической власти трестов и принятия федерального законодательства о социальной защите, а также требованиями демократизации избирательного законодательства (включая введение всеобщего избирательного права, в том числе для женщин, праймериз, референдумов и прямых выборов сенаторов).
Однако она не нашла одобрения Теодора Рузвельта, который счёл её слишком радикальной, и на съезде Республиканской партии 1912 года Лафоллет не сумел добиться поддержки ни для своей программы, ни для своей кандидатуры на президентских выборах (одной из причин была провальная речь, данная им вскоре после получения известий о болезни его дочери). Лишь после окончательного отделения рузвельтовского крыла в Прогрессивную партию Лафоллет смог стать однозначным лидером левого крыла республиканцев.

### Первая мировая и революция в России
После начала Первой мировой войны поддерживал изначальную политику невмешательства администрации Вудро Вильсона и резко осуждал её поворот к вступлению США в войну. Положительно отзывался о революции 1917 года в России, осуждал вооружённую интервенцию против Советской России и отзывался о большевиках как «сторонниках индустриальной демократии». В равной степени критическим было его отношение к антикоммунистической политике в самих США — «красной истерии», «рейдам Пальмера» и тюремному заключению лидера Социалистической партии Юджина Дебса. После окончания Первой войны в составе разнородного по составу (включавшего и прогрессивных, и консервативных республиканцев) сенатского блока «непримиримых» голосовал против ратификации Соединёнными Штатами Версальского мирного договора 1919 года, и вхождения страны в Лигу Наций.
На съезде Республиканской партии 1920 года Лафоллет оказался в глубоком меньшинстве. После победы её кандидата Уоррена Гардинга Лафоллет с группой сенаторов и конгрессменов от сельскохозяйственных штатов Запада и Юга образовал «Фермерский блок», добившийся успехов в законодательном признании кооперации в отрасли, а также отчасти в расширении системы сельхозкредитования.

### Президентские выборы 1924 года
На выборах 1924 года новая Прогрессивная партия Лафоллета (отчасти бывшая продолжением рузвельтовской), призывавшая к национализации железных дорог и предприятий гидроэнергетики, повышению налогообложения крупного капитала, другим социальным реформам, представляла коалицию фермеров и рабочих.
Кандидатура Лафоллета была поддержана Социалистической партией, Американской федерацией труда, многими железнодорожными профсоюзами, Конференцией за прогрессивные политические действия и рядом других организаций, объединившихся в Прогрессивный блок («Движение Лафоллета»). Таким образом, за ним сплотилось большинство американских левых (за существенным исключением коммунистов, неоднократно менявших к нему отношение, но отвергнутых Лафоллетом после его визита 1923 года в СССР, где он наблюдал неудовлетворительную ситуацию с гражданскими правами). Из известных деятелей Лафоллета поддержали Маргарет Сэнгер, Уильям Дюбуа, Торстейн Веблен, Гарольд Икес. Кандидатом в вице-президенты стал прогрессивный демократ Бёртон Уилер, отказавшийся поддержать выдвиженца Демократической партии Джона Дэвиса.
Имя Лафоллета попало в бюллетени во всех штатах, кроме Луизианы. Он получил 17 % голосов (с начала XX века третий наилучший результат среди «третьих сил» после выборов 1912 и 1992 годов), но победил только в родном Висконсине. В следующем 1925 году он умер, но его семья продолжала партийную политическую активность в Висконсине, периодически вступая в коалиции с республиканцами или демократами. Например, в 1932 году сын Лафоллета участвовал в предвыборной кампании демократа Франклина Рузвельта.